# NGC 712
NGC 712 je galaksija u zviježđu Andromeda.

## Vanjske poveznice
- SEDS: NGC 712